# Température de Krafft
La température de Krafft, également connue sous le nom de point de Krafft ou de température critique de formation des micelles, est la température minimum pour que les tensioactifs puissent former des micelles. En dessous de la température de Krafft, la concentration micellaire critique (CMC) n'existe pas. La température de Krafft est ainsi nommée en l'honneur du chimiste allemand Friedrich Krafft.
La température de Krafft peut être déterminée selon la norme NF EN 13955.

## Influence des chaînes hydrocarbonées
Les tensioactifs ioniques ont généralement une queue composée d'une chaîne hydrocarbonée. L'augmentation de la longueur de cette chaîne augmente la température de Krafft. L'utilisation de chaînes insaturées ou ramifiées à la place des chaînes saturées et linéaires diminue la température de Krafft.  